# Chris Heyde
Pour les articles homonymes, voir Heyde.
Christopher Charles "Chris" Heyde (20 avril 1939, à Sydney - 6 mars 2008, à Canberra) est un statisticien australien éminent qui a mené des recherches de pointe en probabilités, processus stochastiques et statistiques.

## Formation et carrière
Heyde obtient son doctorat à l'université nationale australienne en 1964 avec une thèse intitulée « Results Related to First Passage Time Problems and Some of Their Applications » sous la direction de Patrick Moran.
Heyde était professeur à l'université Columbia, à l'université de Melbourne, au Commonwealth Scientific and Industrial Research Organisation (CSIRO), à l'université de Manchester, à l'université de Sheffield, à l'université d'État du Michigan et à l'université nationale australienne, Canberra,,,.
En 2008, Heyde est décédé d'un mélanome métastatique. Depuis 2011 l'Académie australienne des sciences décerne la médaille Christopher Heyde.

## Prix et distinctions
- 1972 - Membre de l'Institut international de statistique
- 1973 - Membre de l'Institut de statistique mathématique
- 1977 - Membre de l'Académie australienne des sciences (FAA)
- 1981 - Membre honoraire à vie de la Statistical Society of Australia Inc. (SSAI)[7]
- 1988 - Remise de la médaille Pitman de la Société statistique d'Australie  et président de la société[7].
- 1994 - Partage la médaille Hannan de l'Académie australienne des sciences avec Peter Gavin Hall.
- 1995 - Médaille Thomas Ranken Lyle de l'Académie australienne des sciences], pour ses travaux sur la théorie de la limite de martingale[8],[9].
- 1998 - D.Sc. honoris causa, Université de Sydney
- 2003 - Membre de l'Académie des sciences sociales d'Australie (en) (FASSA)
- 2003 - Nommé membre de l'Ordre d'Australie (AM) « pour ses services en mathématiques, notamment par la recherche sur les statistiques et les probabilités, et pour l'avancement de l'apprentissage dans ces disciplines »[10].

## Fonctions exercées
- Vice-président de l'Institut international de statistique
- Président de la Société Bernoulli
- Président de la Statistical Society of Australia (1979-1981)
- Vice-président de l'Australian Mathematical Society
- Rédacteur en chef de l' Australian Journal of Statistics
- Rédacteur en chef de Stochastic Processes and Their Applications(1983–1989)
- Rédacteur en chef du Journal of Applied Probability (1990-2008)
- Rédacteur en chef d' Advances in Probied Probability (1990-2008).

## Publications
- avec Eugene Seneta (éd) Statisticians of the Centuries. New York: Springer, 2001.